# Glassbomb

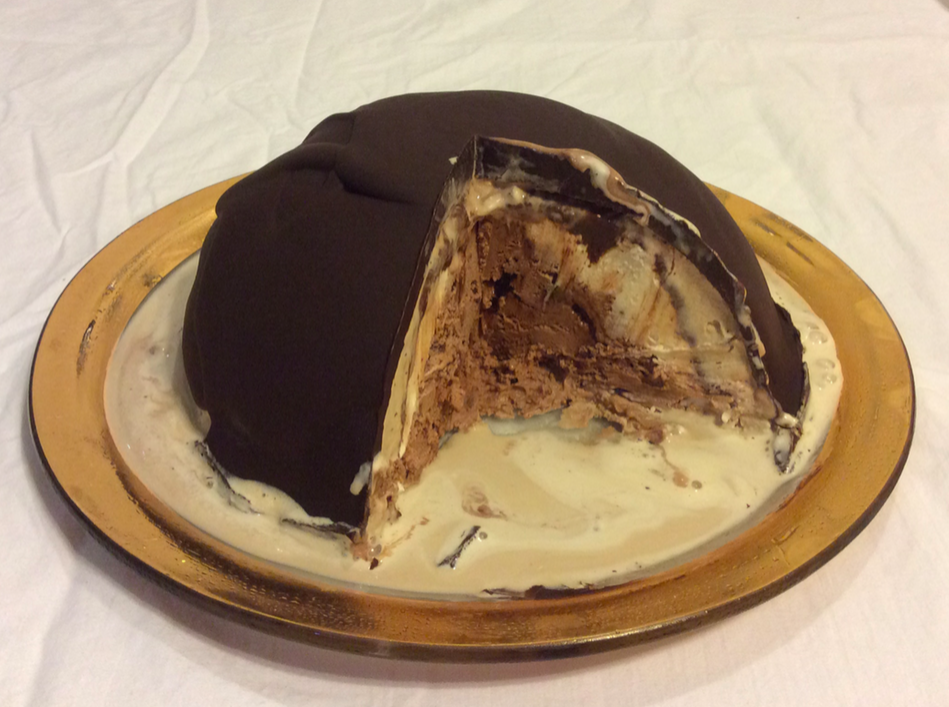
Glassbomb med chokladöverdrag.

Glassbomb är en glassbaserad dessert, vanligtvis i halvsfärisk form. Den enklaste varianten består av ett flertal lager glass av olika färger och smaker. Beroende på tillredningsmetod och ingredienser kan utseendet variera.
Innan frysen blev vanlig i hemmen åt  man bara glass på fina födelsedagar och liknande och glassbomberna tillverkades på ett konditori. Glassbomben kördes vanligen ut med moped- eller cykelbud strax innan den skulle ätas.